# Al-Shahania Sports Club
Maillots
Al-Shahania Sports Club (en arabe : نادي الشحانية الرياضي), plus couramment abrégé en Al-Shahania SC, est un club qatarien de football fondé en 1996 et basé à Al Shahaniya, une ville située à 26 km de la capitale Doha.
Le club, qui joue ses matchs à domicile au Al-Sailiya Stadium, évolue pour la première fois de son histoire en Qatar Stars League pour la saison 2014-2015 après la montée de D2 qatari.

## Histoire

### Genèse du club
Al-Shahania est fondé en 1996 sous le nom d’Al-Nasr en vertu de la décision du Cheikh Mohammed Bin Eid Al Thani, qui était alors le président de l’Autorité Publique pour la Jeunesse et les Sports à ce moment-là.
Au début de sa création, le siège social du club est situé à Al Jamilla à Doha. En 2001, le club s’installe à Al Shahaniya qui est à environ 20 km au nord-ouest de Doha, en vertu de la décision du Cheikh Jassim bin Thamer al Thani, qui était vice président du comité olympique du Qatar à ce moment-là. En 2004, le club change son nom en Al-Shahania Sports Club par décision du conseil d’administration dans le but de mieux représenter la région où le club est basé.

### Accession en Première Division
À l'issue de la saison 2013-2014 du championnat de deuxième division qatari, le club termine second derrière Al-Shamal SC et accède ainsi pour la première fois de son histoire à la Qatar Stars League.

## Palmarès
| Compétitions nationales                                |
| ------------------------------------------------------ |
| - Championnat du Qatar D2 : - Vice-Champion : 2013-14. |

## Personnalités du club

### Staff actuel
Mis à jour en juin 2014.
- Coach - Santiago Denia
- Préparateur Physique - Said Younesi
- Entraîneur des gardiens de but - Randy Abdelaziz Hassan

### Anciens joueurs

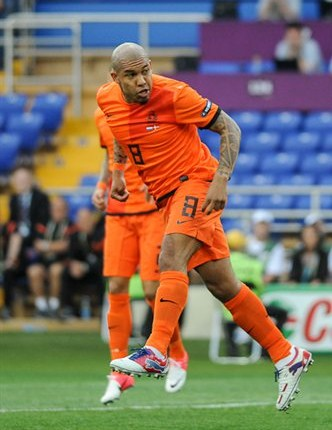
Nigel de Jong.

- Nigel de Jong
- Álvaro Mejía
- Mohamed Tiaïba
- Saber Khalifa
- Ilias Hassani
- Abdelaziz Barrada
- Khaled Gourmi
- Ahmed Akaichi
- Franck Dja Djédjé
- Frédéric Tuta

### Entraîneurs du club
| - Stefano Impagliazzo (2002) - Danny Hoekman (décembre 2003–Mar 04) - Fareed Ramzi (2004) - Saad Hafez (2004–06) - Said Riziki (2006–07) - Stéphane Morello (2007–08) - Luizinho (2009) - Hisham Ali (2009) - Mohammad Sibai (2009–février 12) - Luizinho (février 2012–novembre 12) - Ioan Ion (novembre 2012–février 2013) | - Yusef Adam (février 2013–mai 2013) - Milton Mendes (mai 2013–septembre 2013) - Zé Nando (septembre 2013–janvier 2014) - Alexandre Gama (janvier 2014–mai 2014) - Luís Martins (mai 2014–juillet 2014) - Miguel Ángel Lotina (juillet 2014-septembre 2014) - Joseíto (septembre 2014-novembre 2014) - Luka Bonačić (novembre 2014-janvier 2016) - Igor Štimac (janvier 2016-novembre 2017) - José Murcia (novembre 2017-) |